# Mesopolobus tibialis
Mesopolobus tibialis är en stekelart som först beskrevs av John Obadiah Westwood 1833.  Mesopolobus tibialis ingår i släktet Mesopolobus och familjen puppglanssteklar. Arten är reproducerande i Sverige. Inga underarter finns listade i Catalogue of Life.